# GodWeenSatan: The Oneness
GodWeenSatan: The Oneness är det amerikanska rockbandet Weens första studioalbum, släppt den 16 november 1990. Redan från det här albumet hör man Weens unika stil. En återutgåva av albumet med tre bonuslåtar släpptes 2001. Samma år spelade Ween hela albumet på en konsert. Konserten var inspelad, och 2016 släpptes inspelningen på albumet GodWeenSatan Live.
AllMusic kritiken Heather Phares gav albumet 4 av 5 i betyg.

## Låtlista
Alla låtar skrevs av Ween.
1. "You Fucked Up" - 1:37
2. "Tick" - 1:53
3. "I'm in the Mood to Move" - 1:16
4. "I Gots a Weasel" - 1:22
5. "Fat Lenny" - 2:07
6. "Cold and Wet" - 1:12
7. "Bumblebee" - 1:19
8. "Don't Laugh (I Love You)" - 2:49
9. "Never Squeal" - 2:25
10. "Up on the Hill" - 1:56
11. "Wayne's Pet Youngin'" - 1:41
12. "Nicole" - 9:20
13. "Common Bitch" - 1:46
14. "El Camino" - 2:17
15. "Old Queen Cole" - 1:34
16. "Nan" - 2:55
17. "Licking the Palm for Guava" - 1:07
18. "Mushroom Festival in Hell" - 2:35
19. "L.M.L.Y.P." - 8:48
20. "Papa Zit" - 1:15
21. "Old Man Thunder" - 0:23
22. "Birthday Boy" - 3:31
23. "Blackjack" - 4:36
24. "Squelch the Weasel" - 3:11
25. "Marble Tulip Juicy Tree" - 5:24
26. "Puffy Cloud" - 2:40

### Återutgåva från 2001
1. "You Fucked Up" - 1:37
2. "Tick" - 1:53
3. "I'm in the Mood to Move" - 1:16
4. "I Gots a Weasel" - 1:22
5. "Fat Lenny" - 2:07
6. "Cold and Wet" - 1:12
7. "Bumblebee" - 1:19
8. "Bumblebee Part 2" - 1:23
9. "Don't Laugh (I Love You)" - 2:49
10. "Never Squeal" - 2:25
11. "Up on the Hill" - 1:56
12. "Wayne's Pet Youngin'" - 1:41
13. "Nicole" - 9:20
14. "Common Bitch" - 1:46
15. "El Camino" - 2:17
16. "Old Queen Cole" - 1:34
17. "Stacey" - 1:58
18. "Nan" - 2:55
19. "Licking the Palm for Guava" - 1:07
20. "Mushroom Festival in Hell" - 2:35
21. "L.M.L.Y.P." - 8:48
22. "Papa Zit" - 1:15
23. "Hippy Smell" - 2:11
24. "Old Man Thunder" - 0:23
25. "Birthday Boy" - 3:31
26. "Blackjack" - 4:36
27. "Squelch the Weasel" - 3:11
28. "Marble Tulip Juicy Tree" - 5:24
29. "Puffy Cloud" - 2:40

## Musiker
- Gene Ween - gitarr, sång
- Dene Ween - gitarr, sång, trummor
- Andrew Weiss - elbas
- David Williams - bakgrundssångare på "I'm in the Mood to Move"
- Eddie Dingle - sång på "Nan"